# Economía de Sierra Leona
Sierra Leona es uno de los países más pobres del mundo, con inmensa desigualdad en la distribución de renta. A pesar de sus riquezas minerales, como los diamantes, hierro, platina, rutilo y bauxita, la infraestructura física y social no es bien desarrollada, y disturbios sociales continúan a impedir el desarrollo. Sus riquezas minerales le han convertido en un territorio muy deseado por grandes compañías mineras multinacionales. A pesar de esta riqueza, su nivel de desarrollo es muy pobre, y apenas se alcanzaba una renta per cápita Paridad de Poder Adquisitivo (PPAP) de 600 dólares USA anuales el 2004 y con casi el 50% de los recursos y dos tercios de la población sujetos a una agricultura muy pobre y de subsistencia.

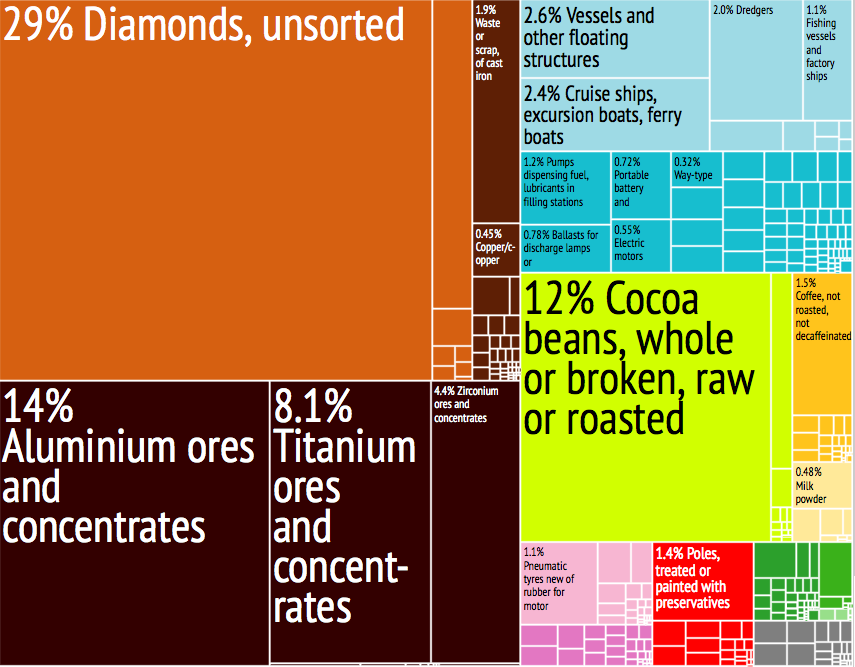
Productos de exportación de Sierra Leona, agrupados en 28 categorías - 2008.

Siendo en 2004 el 83% del valor de sus exportaciones los diamantes, el precio del mineral ha condicionado constantemente la economía del país. En las décadas de 1970 y 1980, la bajada del precio del mineral ocasionó problemas a la economía. La nueva crisis que se desató en 2003 volvió a castigar el precario sistema económico.
De la explotación del diamante, sólo entre el 7 y el 10% del total es legal, lo que impide que los beneficios reviertan a la población. La explotación ilegal contribuye al sostenimiento de la lucha armada de grupos guerrilleros, compraventa de armas y actividades delictivas en general, con un gobierno muy débil que apenas puede afrontar soluciones a la situación. No obstante desde el año 2000 se multiplicó por 20 el volumen de exportación legal declarada. Esto, junto con la creación, a instancias de las Naciones Unidas, de un fondo con los impuestos que gravan la exportación diamantífera, ha permitido el retorno a los ciudadanos de las regiones mineras de una parte importante de recursos. Después del final de la guerra civil el 2002 la economía se está gradualmente recuperando, con un índice de crecimiento del PIB entre 4 y 7%.

## Datos económicos
- Producto Interior Bruto (PIB) (2017):  $11.55 billion
- Paridad de poder adquisitivo (2004): 3.335 millones de $ USA.
- PIB - Per cápita (2003): N.D.
- Paridad del poder adquisitivo Per cápita (2004): 600 $ USA.
- Inflación media anual 2004: 2%.
- Deuda externa aprox. (2003): 1.500 millones de $ USA.
- Reservas: N.D.
- Importaciones (2004): 350 millones de $ USA.

- Principales países proveedores: Alemania, Reino Unido y Francia.
- Principales productos de importación: alimentos, combustible y maquinaria.

- Exportaciones (2004): 180 millones de $ USA.

- Principales países clientes: Bélgica, Alemania y Reino Unido.
- Principales productos de exportación: Diamantes.

Estructura del PIB en 2000:
Distribución por sectores económicos del PIB total:
Agricultura, Silvicultura y Pesca: 47%.
Industria y construcción: 30%.
Industrias manufactureras y minería: N.D.
Servicios: 23%.
- Población activa est. (2004): 1,37 millones de habitantes.

- Tasa de paro (2003): N.D.
- Población por debajo del nivel de pobreza (1989): 68%.

- (N.D.): No disponible.